# Anthony Glees

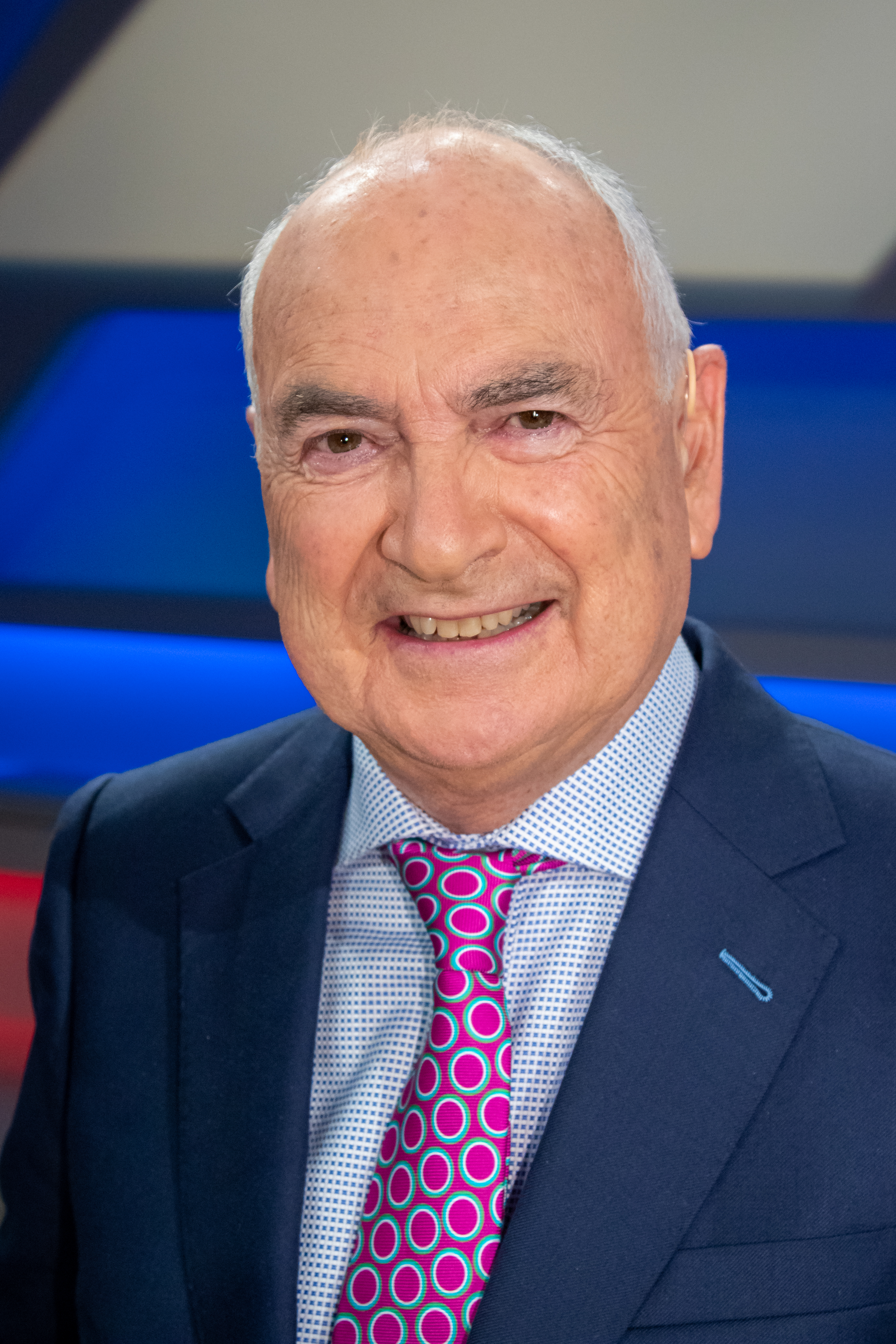
Anthony Glees (2019)

Anthony Glees (* 8. Juni 1948) ist ein britischer Zeithistoriker und Politologe. Er ist einer der angesehensten britischen Kenner der politischen Entwicklung Deutschlands seit dem Zweiten Weltkrieg.

## Leben und Wirken
Glees ist der Sohn des aus Deutschland stammenden Neuroanatomen Paul Glees (1909–1999), der Professor in Oxford und Göttingen war; seine Mutter Eva Glees (1909–2006) war die jüngste Tochter des deutschen Biochemikers Walter Löb (1872–1916). Er ist selber ein Vetter des niederländischen Historikers Hermann W. von der Dunk (1928–2018). Er studierte Geschichte und Germanistik an der University of Oxford (St. Catherine’s College, St. Antony’s College), wo er auch promovierte, und lehrte an der University of Warwick und ab 1975 an der Brunel University London, an der er Professor für Politologie war und rund drei Jahrzehnte lehrte. Zuletzt war er dort Direktor des Brunel Centre for Intelligence and Security Studies. Anschließend wurde er 2008 Professor an der University of Buckingham, einer von Margaret Thatcher geförderten Privatuniversität in Buckingham, wo er das Centre for Security and Intelligence Studies (BUCSIS) leitet.
Er befasst sich mit Sicherheits- und Geheimdienstfragen und forschte über die Geschichte des britischen Geheimdienstes, die Stasi-Aktivitäten in Großbritannien und die Aktivitäten der britischen Geheimdienste gegen Kommunisten im Kalten Krieg. Außerdem ist er Spezialist für Zeitgeschichte Deutschlands, befasst sich mit der EU und Fragen von Terrorismus und Islamismus und deren Bekämpfung. Dazu veröffentlichte er auch einen Aufsatz über die Rekrutierung von Islamisten an britischen Universitäten.
Er ist im Herausgebergremium von Intelligence and National Security, The Journal for Policing, Intelligence and Counter-Terrorism und bis 2019 The Journal of Intelligence Ethics. Er ist im Beratungsgremium des Centre for Policing, Intelligence and Counter-Terrorism der Macquarie University, der Asia-Pacific Foundation in London, des Research Institute for European and American Studies in Athen und der Oxford Intelligence Group. Er war von 1988 bis 1990 Berater des britischen Innenministeriums für die Untersuchung von Kriegsverbrechen, beriet das britische Parlament und das EU-Parlament in Sicherheitsfragen und wurde 2010 Vertrauensdozent der Konrad-Adenauer-Stiftung.
Im Deutschlandfunk kritisierte er im September 2015 die Öffnung der Grenzen in Deutschland für Flüchtlinge aus Syrien als den EU-Regeln zuwiderlaufend und – da nicht mit den EU-Partnern abgesprochen – als undemokratisch. Nach Glees' Eindruck erscheine Deutschland wie ein „Hippie-Staat, der nur von Gefühlen geleitet wird“. Während sich die Bundesregierung aus der militärischen Bekämpfung des Islamischen Staats in Syrien heraushalte, umgehe sie mit der Grenzöffnung 2015 fundamentale EU-Regeln, was als Aufforderung zu noch größerer Migration wahrgenommen würde. „Viele Briten meinten, die Deutschen hätten ihr Gehirn verloren“. Des Weiteren äußerte sich Glees am 12. Juli 2016 im Deutschlandfunk erneut kritisch über Angela Merkels Flüchtlingspolitik und gab ihr eine Mitschuld am sogenannten Brexit.

## Schriften
- Exile Politics during the Second World War: The German Social Democrats in Britain. Oxford: Oxford University Press, 1982
- The Secrets of the Service: British Intelligence and Communist Subversion, 1939–51. London: Jonathan Cape, 1987 und New York: Carroll & Graf, 1987
- Reinventing Germany: German Political Development since 1945. Oxford and Washington: Berg, 1996
- The Stasi Files: The UK Operations of the East German Intelligence and Security Service. London and New York: Simon & Schuster, 2003
- mit P. Davies: Spinning the Spies: Intelligence, Open Government and the Hutton Inquiry. London: Social Affairs Unit, 2004
- mit J. Morrison, P. Davies: The Open Side of Secrecy: Britain’s Intelligence and Security Committee. London: Social Affairs Unit, 2006